# 宮城県道215号栗駒停車場線
宮城県道215号栗駒停車場線（みやぎけんどう215ごう くりこまていしゃじょうせん）は、宮城県栗原市にある旧くりはら田園鉄道くりはら田園鉄道線 栗駒駅と宮城県道4号中田栗駒線とを結ぶ一般県道である。

## 路線概要
- 実延長：242.5 m
- 起点：栗駒駅
- 終点：宮城県栗原市栗駒岩ヶ崎

## 通過する自治体
- 宮城県
  - 栗原市

## 接続する道路
- 宮城県道4号中田栗駒線

## 周辺
- 岩ヶ崎保育所